# 마루안 샤마크
마루안 샤마크(아랍어: مروان الشماخ, 프랑스어: Marouane Chamakh, 1984년 1월 10일, 프랑스 토넹 ~ )는 모로코의 전 축구 선수로, 포지션은 공격수이다. 그는 프랑스에서 태어나고 자라났지만, 부모에게서 물려받은 모로코 국적을 선택하여 모로코의 축구 국가대표팀 선수로 뛰었다.

## 클럽 경력

### FC 지롱댕 드 보르도
그가 16살이 되던 2000년에 그는 보르도 트레이닝 아카데미의 참여 제안에 승락하여 지롱댕 드 보르도에서 학업과 병행하며 훈련받기 시작하였다. 그는 샹피오나 드 프랑스 아마퇴르 2에 속해있는 클럽의 리저브 경기에서 17경기에 나서 6골을 넣었으며, 2003년 1월 19일에 열린 쿠프 드 라 리그 FC 메스와의 경기에서 1군 데뷔 경기를 가졌으며, 한 달 후인 2003년 2월 8일에 SC 바스티아와의 경기에서 리그 1 데뷔전을 가졌다.

### 아스널 FC
2010년 5월 22일에 아스널로의 이적을 공식 발표하였다. 그는 어린 시절부터 아스널의 팬임을 밝혀왔고, 2009-10시즌부터 꾸준히 아스널과 연결되고 있었다. 2010-11시즌을 앞두고 지롱댕 드 보르도와의 계약이 만료된 상황에서 자유계약으로 아스널에 입단하였다.,박주영의 라이벌이다.

### 웨스트햄 유나이티드 FC
2013년 1월 4일 그는 웨스트햄 유나이티드로 6개월 임대되었다.

### 크리스털 팰리스
2013년 8월 13일 여름이적시장에서 승격팀 크리스털 팰리스 로 이적확정되었다. 계약기간은 1년이다.

## 국가대표 경력
그는 모로코 축구 국가대표팀의 일원으로서 53경기에 출전하여 27골을 넣었다. 튀니지에게 2-1로 패배하여 준우승을 차지한 2004년 아프리카 네이션스컵에서 이 젊은 모로코의 스트라이커는 대표팀의 일원으로서 활약하였다.

## 클럽 통산 기록
| 클럽      | 시즌    | 리그 | 리그 | 리그 | 컵   | 컵   | 컵   | 유럽 | 유럽 | 유럽 | 총합 | 총합 | 총합 |
| 클럽      | 시즌    | 출장 | 득점 | 도움 | 출장 | 득점 | 도움 | 출장 | 득점 | 도움 | 출장 | 득점 | 도움 |
| --------- | ------- | ---- | ---- | ---- | ---- | ---- | ---- | ---- | ---- | ---- | ---- | ---- | ---- |
| FC 보르도 | 2002-03 | 10   | 1    | 1    | 4    | 0    | 1    | 0    | 0    | 0    | 14   | 1    | 2    |
| FC 보르도 | 2003-04 | 25   | 6    | 2    | 2    | 0    | 0    | 8    | 4    | 0    | 35   | 10   | 2    |
| FC 보르도 | 2004-05 | 33   | 10   | 6    | 3    | 1    | 0    | 0    | 0    | 0    | 36   | 11   | 6    |
| FC 보르도 | 2005-06 | 29   | 7    | 5    | 2    | 0    | 0    | 0    | 0    | 0    | 31   | 7    | 5    |
| FC 보르도 | 2006-07 | 29   | 5    | 4    | 7    | 2    | 1    | 6    | 0    | 0    | 42   | 7    | 5    |
| FC 보르도 | 2007-08 | 32   | 4    | 7    | 5    | 0    | 0    | 7    | 4    | 0    | 44   | 8    | 7    |
| FC 보르도 | 2008–09 | 34   | 13   | 6    | 4    | 0    | 0    | 8    | 3    | 1    | 47   | 16   | 7    |
| FC 보르도 | 2009-10 | 38   | 10   | 1    | 4    | 1    | 1    | 9    | 5    | 0    | 52   | 16   | 2    |
| FC 보르도 | 합계    | 230  | 56   | 32   | 31   | 4    | 3    | 38   | 16   | 1    | 301  | 76   | 36   |
| 통산      | 통산    | 273  | 64   | 38   | 46   | 7    | 5    | 50   | 19   | 3    | 371  | 90   | 46   |

(클럽 통계는 2010년 5월 10일 현재)